# 이이다 료
이이다 료(일본어: 飯田 涼, 1993년 11월 5일 ~ )는 일본의 축구 선수이다.

## 구단 경력
그는 2012년부터 2017년까지 J리그의 파지아노 오카야마, SC 사가미하라에서 활동하였다.